# Menhire von Stones

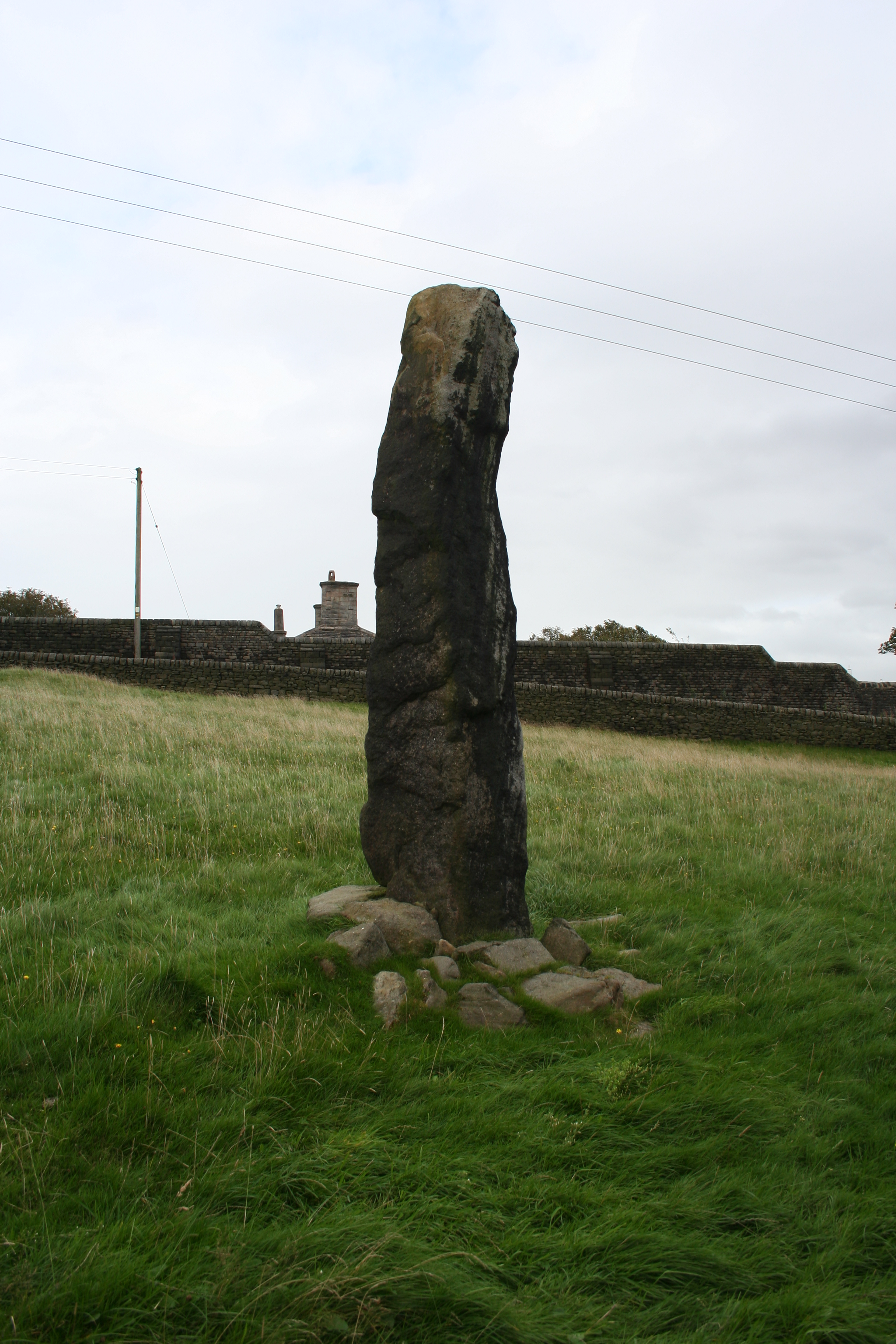
Menhir von Stones

Die Menhire von Stones (auch Standing Stones vom Beacon oder Central Hill genannt) stehen im Weiler Stones, westlich von Todmorden (Aussprache [ˈtɒdmədən]; lokal auch ˈtɒdmɔːdən genannt) in West Yorkshire in England. Die Steine befinden sich nahe der „Stones Lane“.
Menhir 1 ist spindelförmig und etwa 3,6 m hoch. Er steht auf einem großen runden Stein, der wie ein Mühlstein aussieht. Laut der geologischen Übersichtskarte von 1912 gab es hier früher keinen Stein. Er soll dort zwischen 1912 und 1921 aufgetaucht sein. Löcher in seiner Oberfläche weisen darauf hin, dass er einst als Torpfosten benutzt wurde. Der Hügel, auf dem er steht, heißt Center Hill, wird aber lokal als Beacon Hill bezeichnet.
Etwas westlich des Center Hill steht der etwa 3,7 m hohe höchste Stein der Gruppe, westlich der Stones Farm. Es ist eine kräftige Säule aus grau-schwarzem Mühlsteinkies aus einem örtlichen Steinbruch. Es ist unbekannt, wann der Stein aufgestellt wurde und ob dies seine ursprüngliche Position ist, obwohl er an seiner Basis durch eine Reihe robuster Steine gut gestützt wird. Es ist der vierthöchste Stein in Yorkshire. 
Im Nordwesten steht der nächste Monolith. Der nur 1,35 Meter hohe Stein steht nahe einer Trockenmauer. Er ist im Vergleich zu den beiden anderen Steinen eine dünne Säule. Er hatte zu Beginn der 1950er Jahre ein Gegenstück, das aber heute nicht mehr da ist. An der Stelle, wo die älteren Karten seine Position anzeigen, liegt jetzt ein Brunnen. Um die Öffnung ist ein Steintrog angeordnet, wo auch ein etwa 1,5 m langer Stein liegt, der angeblich der verlorene Menhir ist. Er ist nun Teil des Quellwasserbeckens für die Nutztiere des Hofes.
Die Steine wurden wahrscheinlich Anfang des 19. Jahrhunderts aufgestellt.

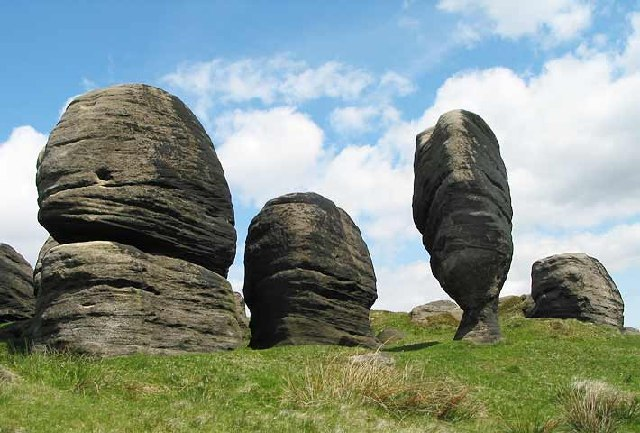
Die Bridestones von Todmorden

In der Nähe stehen die Bride Stones mit dem Wizard of Whirlaw.